# Visnummästaren

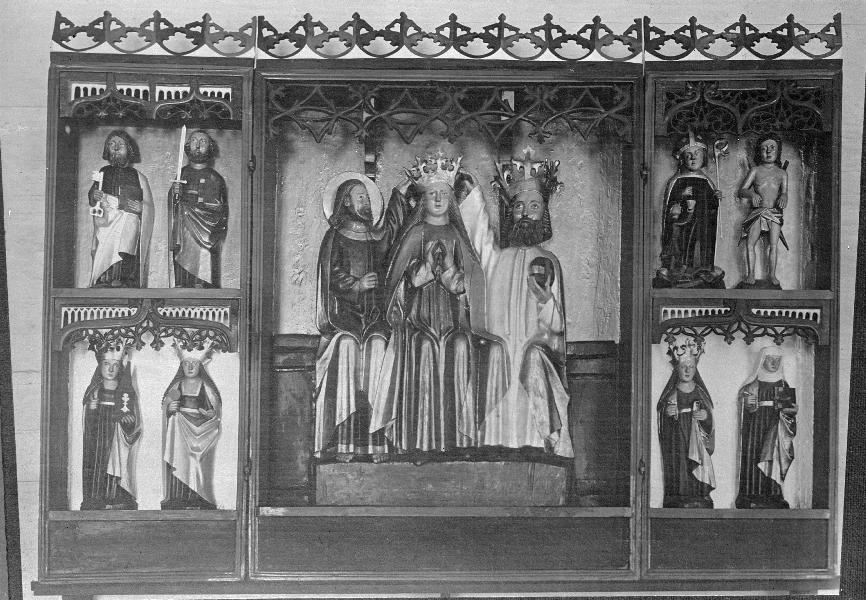
Altarskåpet i Visnums kyrka.

Visnummästaren är ett anonymnamn för en sengotisk bildhuggare verksam i Värmland på 1500-talet.
Visnummästaren är upphovsman till altarskåpen i Visnum och Rudskoga kyrkor samt resterande skulpturer tillhörande ett i dag försvunnet altarskåp i Södra Råda kyrka. Till dessa altarskåp vill man även tillskriva honom de besläktade altarskåpen i Önums kyrka och ett altarskåp från Kullings-Skövde kyrka som numera förvaras vid Göteborgs historiska museum. Visnummästaren var troligen svensk men arbetade efter lybeckska förebilder. I altarskåpet från Visnumm utgöres mittpartiets dekoration av Marie kröning. Hon omges av Gud Fader och Kristus i fotsida vertikalt veckade klädnader. I flygelskåpen som är försedda med baldakinbågar framställs fyra helgon. I det övre vänstra halvan framställs Petrus med en nyckel och Paulus med ett svärd därunder framställs Barbara med ett torn och Katarina med ett skadat svärd. På den övre högra delen framställs Brynolf och Sebastian medan det undre högra motivet består av Helena av Skövde och en krönt helig jungfru. Skåpet är försett med flera dörrar där yttersidornas målningar framställer Maria Magdalena med smörjburken och Jacob de Compostela med stav och en pilgrimsmussla på hatten.

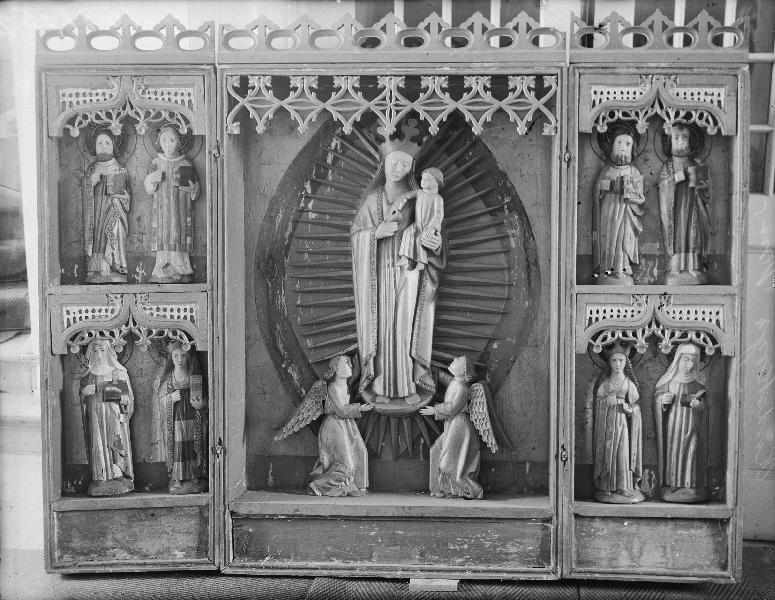
Altarskåpet i Rudskoga kyrka.

I Rudskoga kyrkas altarskåp består mittpartiet av en framställning med den apokalyptiska Maria mot en bakgrund av solens strålar med Jesusbarnet vänstra armen. Vid hennes fötter finns två uppvaktande änglar bärande den platta i form av en månskära som Maria står på. Vid en undersökning av altarskåpet 1935 uppdagades att på fästplattan bakom henne fanns en vapensköld med ett målat hakkors samt ett målat bomärke. Skåpet är på insidan försett med nischprydda dörrar som öppnade fungerar som ett flygelskåp. I vardera dörren finns två manliga och två kvinnliga helgon. Nischernas utformning utgörs av ett masverk och baldakiner med bladverk. Från altarskåpet i Södra Råda kyrka återstår endast de fyra små skulpturerna Sebastian en apostel med en bok, biskop Erasmus stående i en gryta samt Kristoffer stående med fötterna i vatten med en lyft högerarm där han troligtvis höll en stav medan Kristusbarnet på hans vänstra axel är försvunnet.